# The Very Best of The Jacksons
The Very Best of The Jacksons è una raccolta del gruppo musicale statunitense The Jacksons, pubblicata nel 2004 dalla Epic Records, comprendente anche alcuni brani registrati nel periodo della Motown (1969-1975) sia dei Jackson 5 che di Michael Jackson come solista.

## Tracce

### CD 1
1. I Want You Back – 2:59
2. ABC – 3:00
3. The Love You Save – 3:05
4. I'll Be There – 3:59
5. Mama's Pearl – 3:12
6. Never Can Say Goodbye – 2:59
7. Sugar Daddy – 2:34
8. Dancing Machine – 2:39
9. Lookin' Through the Windows – 3:38
10. Doctor My Eyes – 3:11
11. Ain't No Sunshine – 4:12
12. Got to Be There – 3:25
13. Rockin' Robin – 2:35
14. Ben – 2:46
15. One Day in Your Life – 4:11
16. Farewell My Summer Love – 3:43

Durata totale: 52:08
- Tracce da 1 a 10: registrate a nome "The Jackson 5" nel periodo 1969-1975 con la Motown
- Tracce da 11 a 16: registrate da Michael Jackson come solista nel periodo 1969-1975 con la Motown

### CD 2
1. Can You Feel It – 6:01
2. Blame It on the Boogie – 3:33
3. Enjoy Yourself – 3:42
4. Show You the Way to Go – 5:29
5. Dreamer – 3:08
6. Even Though You're Gone – 4:34
7. Goin' Places – 4:31
8. Torture – 4:56
9. Shake Your Body (Down to the Ground) (Single Edit) – 3:48
10. Lovely One – 4:53
11. This Place Hotel (a.k.a. Heartbreak Hotel) – 5:46
12. Walk Right Now – 6:28
13. State of Shock – 4:32 – duetto con Mick Jagger
14. 2300 Jackson Street – 5:07
15. Nothin' (That Compares 2 U) – 5:25
16. Don't Stop 'til You Get Enough (live from the Triumph Tour) – 4:46

Durata totale: 76:39